# María Amate López
María Amate López (Vera, 1897-19??) fue una matrona represaliada tras la guerra civil española.

## Trayectoria
Casada con Vicente Marín Martínez, el matrimonio tuvo cinco hijos. Residió en Alhama de Almería donde ingresó en la Administración Municipal para ejercer de matrona en junio de 1925.
En la guerra civil se afilió al Sindicato de Matronas y al Partido Comunista de España (PCE). Acusada de realizar manifestaciones "en pro de la causa roja" fue detenida el 30 de julio de 1940, aunque consta en la actas que las manifestaciones no fueron expuestas en la radio.
Fue condenada a 6 años y 1 día el 4 de mayo de 1941 con propuesta de conmutación de la pena por la de seis meses y un día de prisión correccional, lo que fue aprobado por la autoridad militar de Granada el 7 de junio de 1941 aunque fue puesta en libertad provisional el 11 de enero de 1941.
En un informe presentado el 6 de enero de 1942 a la Causa General por el comandante del puesto de la Guardia Civil se refirió que en Alhama no habían ocurrido disturbios ni se había alterado el orden en los días previos a la guerra civil y que, durante esta, no hubo fusilamientos ni muertes violentas por parte de las autoridades republicanas.

## Causas de la represión
El papel singular de las matronas hizo que fueran un colectivo represaliado especialmente ya que, a diferencia de la mayoría de las mujeres, las matronas poseían niveles educativos superiores y desempeñaban un rol crucial en la salud reproductiva femenina. Esto las situó en un lugar controvertido para el régimen franquista, ya que su influencia podía considerarse una amenaza para la moralidad y el ideal de mujer sumisa promovido por Estado.
Además, su independencia económica las apartaba del modelo tradicional. Su implicación en prácticas como el control de natalidad o abortos las convertía en figuras aún más peligrosas para los valores defendidos por el régimen, que buscaba una regeneración moral y demográfica del país. Esta particularidad las asemeja a las maestras y maestros, también vistos como potenciales agentes de influencia ideológica contraria al régimen.